# Ilakov Răt, Veliko Tărnovo
Ilakov Răt (în bulgară Илаков Рът) este un sat în comuna Elena, regiunea Veliko Tărnovo,  Bulgaria. 

## Demografie
Componența etnică a satului Ilakov Răt
     Romi (13,43%)
     Bulgari (86,56%)
     Nicio identificare (0%)
     Altele (0%)
La recensământul din 2011, populația satului Ilakov Răt era de 134 locuitori. Din punct de vedere etnic, majoritatea locuitorilor (86,56%) erau bulgari, cu o minoritate de romi (13,43%). Pentru 0% din locuitori nu este cunoscută apartenența etnică.